# Ácido dicloroacético
Ácido dicloroacético, frequentemente abreviado DCA, é um composto químico, um ácido, e um análogo do ácido acético no qual dois dos três átomos de  hidrogênios do grupo metila foram substituídos por átomos de cloro. O sal e ésteres do ácido dicloroacético são chamados dicloroacetatos. Os sais estão sob investigação como um possível tratamento para o câncer.

## Química e ocorrência
A química do ácido dicloroacético é típica dos ácidos orgânicos halogenados. É um membro da família dos ácidos cloroacéticos. O íon dicloroacetato é produzido quando dissolvido em água. Como um ácido com uma pKa de 1.48, o ácido dicloroacético puro é muito corrosivo e extremamente destrutivo das membranas mucosas e trato respiratório superior.
O DCA não ocorre na natureza. Ele é produto da cloração de água e é produzido pelo metabolismo de várias drogas ou produtos químicos diversos contendo cloro. Ele é tipicamente preparado pela redução do ácido tricloroacético.

## Uso terapêutico
Devido à ação altamente corrosiva deste ácido, somente os sais de ácido dicloroacético são usados terapeuticamente, incluindo seus sais de sódio e potássio - dicloroacetato de sódio e dicloroacetato de potássio.

### Acidose láctica
O íon dicloroacetato estimula a atividade da enzima piruvato desidrogenase, por inibição da enzima piruvato desidrogenase quinase.
Assim, o DCA diminui a produção de lactato, substituindo o metabolismo do piruvato - de fermentação para oxidação na mitocôndria. Essa propriedade levou a experimentos com o DCA no tratamento de acidose láctica em humanos.
Um estudo publicado em 1998 concluiu que, embora o uso do DCA em adultos com acidose láctica tivesse baixado os níveis de lactato sanguíneo, não houve benefícios clínicos, nem melhora da hemodinâmica ou aumento da sobrevivência dos pacientes.
Um experimento aleatório controlado realizado em 2006 com crianças portadoras de acidose láctica congênita concluiu que, embora o DCA tivesse sido bem tolerado, seu uso também não resultou em melhoras clínicas.
Um outro artigo, também de 2006, publicou o resultado de um estudo sobre o uso do DCA no tratamento de MELAS (Miopatia mitocondrial com encefalopatia, acidose lática e episódios tipo AVC), uma síndrome causada pelo inadequado funcionamento das mitocôndrias, o que leva à acidose láctica. O estudo duplo-cego e randomizado foi desenvolvido ao longo de três anos, com 30 pacientes de 10 a 60 anos de idade, portadores de MELAS e mutação mitocondrial A3243G. Ministrou-se DCA (25 mg/kg/dia) a um grupo e placebo ao grupo de controle. Porém o experimento foi interrompido porque todas as 15 crianças que receberam DCA desenvolveram significativa toxidade nos nervos, sem qualquer evidência de benefício decorrente da medicação.
Assim, embora relatos de casos e dados pré-clínicos sugiram que o ácido dicloroacético possa ser eficaz contra a acidose láctica, avaliações controladas subsequentes não mostraram benefícios clínicos da substância. Além disso, os indivíduos que participaram dos experimentos não puderam continuar a receber doses de DCA, em razão da  toxidade progressiva da substância.

### Potenciais aplicações em tratamento de câncer
Células cancerosas geralmente usam glicólise em vez de respiração (fosforilação oxidativa) para obter energia (efeito Warburg), devido à hipoxia que existe nos tumores e também em mitocôndrias danificadas. Usualmente, células perigosamente danificadas matam a si próprias via apoptose - um mecanismo de autodestruição que envolve a mitocôndria. Mas esse mecanismo falha em células cancerosas. De acordo com a hipótese Warburg de crescimento canceroso, o câncer é causado por mudanças metabólicas nas mitocôndrias, embora  agora se saiba que o câncer é causado também por mutações no genoma das células.
Um estudo publicado em janeiro de 2007, por pesquisadores da Universidade de Alberta, que testaram o DCA em linhagens de células cancerosas in vitro, tendo um rato como modelo, revelou que o DCA restaurou a função das mitocôndrias,  restaurando, portanto, a apoptose e matando as células cancerosas in vitro - reduzindo portanto os tumores nos ratos.
Esses resultados receberam grande atenção da mídia, a partir de um artigo publicado na New Scientist intitulado "Cheap, 'safe' drug kills most cancers" ("Droga barata e 'segura' mata a maioria dos cânceres"). Em seguida, a Sociedade Americana do Câncer e outras organizações médicas receberam inúmeras manifestações de  interesse público e questões sobre o DCA. Desde então, as análises indicaram que, embora os resultados do estudo fossem promissores, nenhuma experiência clínica em humanos com câncer fora realizada, enfatizando-se a necessidade de cautela na interpretação dos resultados preliminares. No entanto, alguns médicos, "informalmente", já estavam tratando seus pacientes com o DCA, sob uma nuvem de controvérsia.
Medicor Cancer Centres, uma clínica privada em Toronto, gerida por pelos Drs. Humaira e Akbar Khan, estava desde março de 2007 usando o DCA informalmente para o tratamento de vários cânceres. Eles declararam, em seu sítio web, que alguns pacientes "estão mostrando várias respostas positivas ao DCA, incluindo diminuição do tumor, redução dos marcadores de tumor, controle de sintomas e melhoras em testes de laboratórios". No entanto, eles não publicaram esses resultados nem os apresentaram em conferências médicas. O Dr. Terry Polevoy, de Kitchener, Ontario, evocou o Colégio de Médicos e Cirurgiões de Ontario para remover a licença médica dos Khans por oferecer um composto cujo efeito de reduzir tumores em humanos não havia sido aprovado. "Eles não são oncologistas. Não deveriam estar tomando essas decisões. Acho que eles deveriam ser disciplinados por usar essa substância. Isso, para mim, não é ético, usar algo que nunca foi provado que funciona." Mas o Colégio disse que não era o papel dele dizer quais terapias um médico pode usar.
A revista New Scientist mais tarde escreveu no seu editorial, "A droga pode ainda cumprir sua promessa como um agente anticâncer – o início de experiências clínicas é esperadao em breve. Ela pode até mesmo vir a criar uma classe inteiramente nova de drogas anticâncer. Por enquanto, todavia, permanece experimental, ainda não apropriadamente testada em uma pessoa com câncer. Pessoas que se auto-administram a droga estão fazendo uma grande aposta mas, por incrível que possa parecer, elas podem até mesmo piorar sua saúde."
Mais de 90% das drogas que estão entrando nos testes da fase I são consideradas inaceitáveis.
O FDA aprova 8% a 11% das drogas que estão entrando em testes da fase I. O DCA tem sido usado historicamente para tratar pacientes com acidose lática, e portanto poderia entrar diretamente em experiências da fase 2, envolvendo pacientes com câncer.
O DCA não é patenteável como um composto. No entanto, o processo de patenteamento do seu uso no tratamento de câncer foi então iniciado. A pesquisa do Dr. Evangelos Michelakis não recebeu nenhum suporte da indústria farmacêutica. Sem uma forte proteção de patente, o incentivo financeiro para a indústria farmacêutica se reduz, e portanto experiências clínicas do DCA podem não ocorrer por falta de financiamento.
No entanto, outras fontes de financiamento existem. Estudos anteriores do DCA receberam fundos de organizações governamentais, tais como o NIH, o FDA, o CIHR e por organizações  privadas sem fins lucrativos, como o MDA). Antecipando os desafios financeiros, o laboratório do Dr. Michelaki passou a solicitar diretamente doações online, para financiar a sua pesquisa. Depois de 6 meses, seu laboratório levantou mais de US$ 800 000,00, o suficiente para financiar um pequeno estudo clínico da fase 2. O Dr. Michelakis e o Dr. Archer iniciaram um processo de patente para o uso do DCA no tratamento do câncer.
Em 24 de setembro de 2007, o Departamento de Medicina da Universidade de Alberta anunciou que depois que o financiamento do teste clínico foi assegurado, tanto o comitê local de ética de Alberta como o Ministério da Saúde do Canadá (Health Canada) aprovaram o primeiro teste clínico do DCA no tratamento de câncer. Previa-se que esse experimento inicial fosse feito com um grupo relativamente pequeno (até 50 pacientes nos 18 meses seguintes). Os pacientes seriam originários da área de Edmonton e estariam disponíveis para análises ao longo da duração dos testes. O experimento foi completado em agosto de 2009. Em maio de 2010, a equipe publicou um comunicado à imprensa declarando que os resultados do experimento não haviam sido conclusivos. Foi também publicado um artigo, no qual foram descritos os resultados Somente cinco pacientes haviam sido tratados com a droga durante o experimento.
Em maio de de 2011, relatórios online sugeriram que o grupo de Alberta havia comunicado novos dados que a mídia "não tinha publicado". Entretanto, isso aparentemente foi causado por uma confusão de datas (a atualização anterior fora feita em maio de 2010)) e as instituições de combate ao câncer rapidamente desmentiram esses rumores, que foram posteriormente tratados na revista New Scientist.
Atualmente, o uso da substância como agente anticancerígeno já foi patenteado.

## Efeitos colaterais
Relatos publicados pela imprensa leiga após o anúncio da Universidade de Alberta de 2007 afirmam que o dicloroacetato "tem sido utilizado realmente com segurança em seres humanos há décadas". O DCA é geralmente bem tolerado, mesmo em crianças. Em períodos curtos, a infusão de bolus de DCA a 50 mg/kg/dia tem sido bem tolerada.

### Neuropatia
Um experimento clínico, no qual fora ministrado DCA a pacientes de MELAS a 25 mg/kg/dia, foi interrompido em razão da  excessiva toxicidade dos nervos periféricos.  O dicloroacetato também pode ter efeito ansiolítico ou sedativo.
Estudos em animais sugerem que a neuropatia e a neurotoxicidade durante o tratamento crônico com dicloroacetato  pode ser parcialmente devida à  depleção  de tiamina. Um suplemento de tiamina em ratos reduziu esses efeitos. Entretanto, estudos mais recentes em humanos sugerem que a neuropatia periférica é um efeito colateral comum durante o tratamento com DCA, mesmo com a administração simultânea de tiamina por via oral. Segundo o relatório de um experimento adicional, o tratamento com 50 mg/kg/dia de DCA causou irregularidade na marcha e letargia em dois pacientes, sendo que os sintomas ocorreram após um mês para um paciente e após dois meses para o outro. Os distúrbios da marcha e da consciência foram resolvidos interrompendo-se a administração do DCA; no entanto o potencial de ação dos nervos sensoriais não se recuperou durante um mês.
Foi relatado que animais e pacientes tratados com DCA apresentaram mais elevados níveis de ácido delta-aminolevulínico (delta-ALA) na urina. Estudo publicado em 2008 sugere que o DCA pode ser a causa de efeitos colaterais neurotóxicos, em razão do bloqueio da formação da  mielina periférica.